# IC 108
IC 108 је лентикуларна галаксија у сазвјежђу Кит која се налази на листи објеката дубоког неба у Индекс каталогу.
Деклинација објекта је - 12° 38' 8" а ректасцензија 1h 24m 39,0s. Привидна величина (магнитуда) објекта IC 108 износи 14,9 а фотографска магнитуда 15,8. IC 108 је још познат и под ознакама MCG -2-4-41, PGC 5205.